# Ernst Christiaan van Hohenlohe-Langenburg

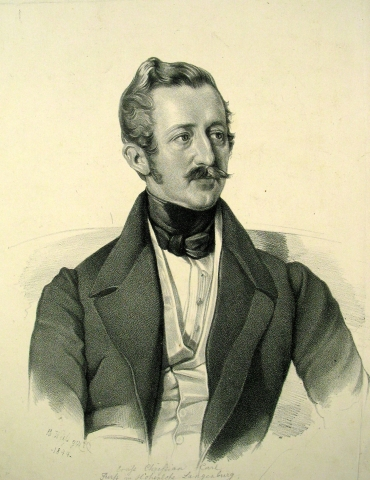
Ernst Christiaan van Hohenlohe-Langenburg

Ernst Christiaan Karel IV van Hohenlohe-Langenburg (Langenburg, 7 mei 1794 - Baden-Baden, 12 april 1860) was de vierde regerend vorst van Hohenlohe-Langenburg.
Hij was het vijfde kind en de oudste zoon van Karel Lodewijk van Hohenlohe-Langenburg en Amelie Henriette van Solms-Baruth. 
Ernst Christiaan studeerde aan de Universiteit van Tübingen en aan de Universiteit van Heidelberg en nam daarna dienst in het leger van Württemberg. Hij speelde daarna een voorname rol in de Württembergse politiek.
Hij trouwde in 1828 met Feodora van Leiningen, de enige dochter van vorst Emich Karel van Leiningen (1763-1814) en prinses Victoria van Saksen-Coburg-Saalfeld (1786-1861), een oudere zuster van koning Leopold I van België. Zij was een halfzuster van de Britse koningin Victoria.
Het paar kreeg de volgende kinderen:
- Carl Ludwig Wilhelm Leopold, prins van Hohenlohe-Langenburg (1829-1907).
- Elise van Hohenlohe-Langenburg, prinses (1830-1850).
- Hermann Ernst Franz Bernhard VI, prins van Hohenlohe-Langenburg (1832-1913).
- Victor van Hohenlohe-Langenburg, prins (1833-1891).
- Adelheid van Hohenlohe-Langenburg (1835-1900), zij was onder meer de moeder van de laatste Duitse keizerin Augusta Victoria van Sleeswijk-Holstein-Sonderburg-Augustenburg, echtgenote van keizer Wilhelm II.
- Feodora Victoria Adelheid (1839-1872).